# مروان بن أبي حفصة
مروان بن أبي حفصة سُليمان بْن يحيى بْن أبي حفصة يزيد بن عبد الله الأمويّ (105 - 182 هـ = 723 - 798 م) هو شاعر عالي الطبقة، من شعراء صدر الإسلام، يكنى أبا السِّمْط. كان جدّه أبو حفصة مولى لمروان بن الحكم أعتقه يوم الدار، ولد باليمامة من أسرة عريقة في قول الشعر، وأدرك العصرين الأموي والعباسي، مدح الخلفاء والأمراء، وسائر شِعرِه سائرٌ لحُسْنِه وفُحُولته، واشتهر اسمه. وحكى عنه خَلَف الأحمر، والأصمعيّ.
ويمتاز شعره بالعراقة والجودة ومتانة الألفاظ وسداد الرأي ودافع بشعره عن العباسيين ودعى إليهم واحتج على خصومهم وعارضهم.
وقد دفع ثمن تعصبه للعباسيين حياته، إذ اغتاله بعض المتطرفين من الشيعة العلويين ببغداد. ولقد كان بخيلا مقتّرًا على نفسه، له حكايات في الْبُخْلِ.

## وفاته
توفي عام 182هـ، ودفن في بغداد في مقبرة نصر بن مالك. وقيل سنة 181هـ